# Frank Blunstone
Frank Blunstone (* 17. Oktober 1934 in Crewe) ist ein ehemaliger englischer Fußballspieler und Fußballtrainer.

## Leben und Karriere
Blunstones große Stärke war seine Lauffreudigkeit, weswegen sein ehemaliger Fußballkollege Jimmy Greaves ihm als Mann mit einem Herz mit der Größe eines Kohlkopfes. Blunstone unterschrieb 1951 einen Profivertrag bei seinem Heimatverein Crewe Alexandra. 1953 wechselte er für eine Ablösesumme von 7.500 Pfund zum FC Chelsea. Sein Debüt gab er im Februar 1953 gegen Tottenham Hotspur. Mit Chelsea wurde er 1955 englischer Meister. Nach zwei gebrochenen Beinen musste der Außenbahnspieler 1964 seine Spielerkarriere beenden. International spielte der Engländer fünf Mal für sein Heimatland. Sein Debüt gab er 1954 gegen Wales. Nach seinem Karriereende als Spieler war er bis 1969 als Trainer der verschiedensten Klassen des FC Chelsea tätig. 1969 wurde er Cheftrainer des FC Brentford. Vier Jahre lang blieb er Cheftrainer, ehe er 1984 noch einmal kurzfristig den Trainerstuhl des gleichen Klubs übernahm. Zudem war er Co-Trainer von Tommy Docherty bei Manchester United. Aktuell lebt er wieder in seiner Heimat Crewe.

### Erfolge
- 1 × englischer Meister mit dem FC Chelsea 1955

| Personendaten    | Personendaten                          |
| ---------------- | -------------------------------------- |
| NAME             | Blunstone, Frank                       |
| KURZBESCHREIBUNG | englischer Fußballspieler und -trainer |
| GEBURTSDATUM     | 17. Oktober 1934                       |
| GEBURTSORT       | Crewe, England                         |